# Lista președinților Maltei

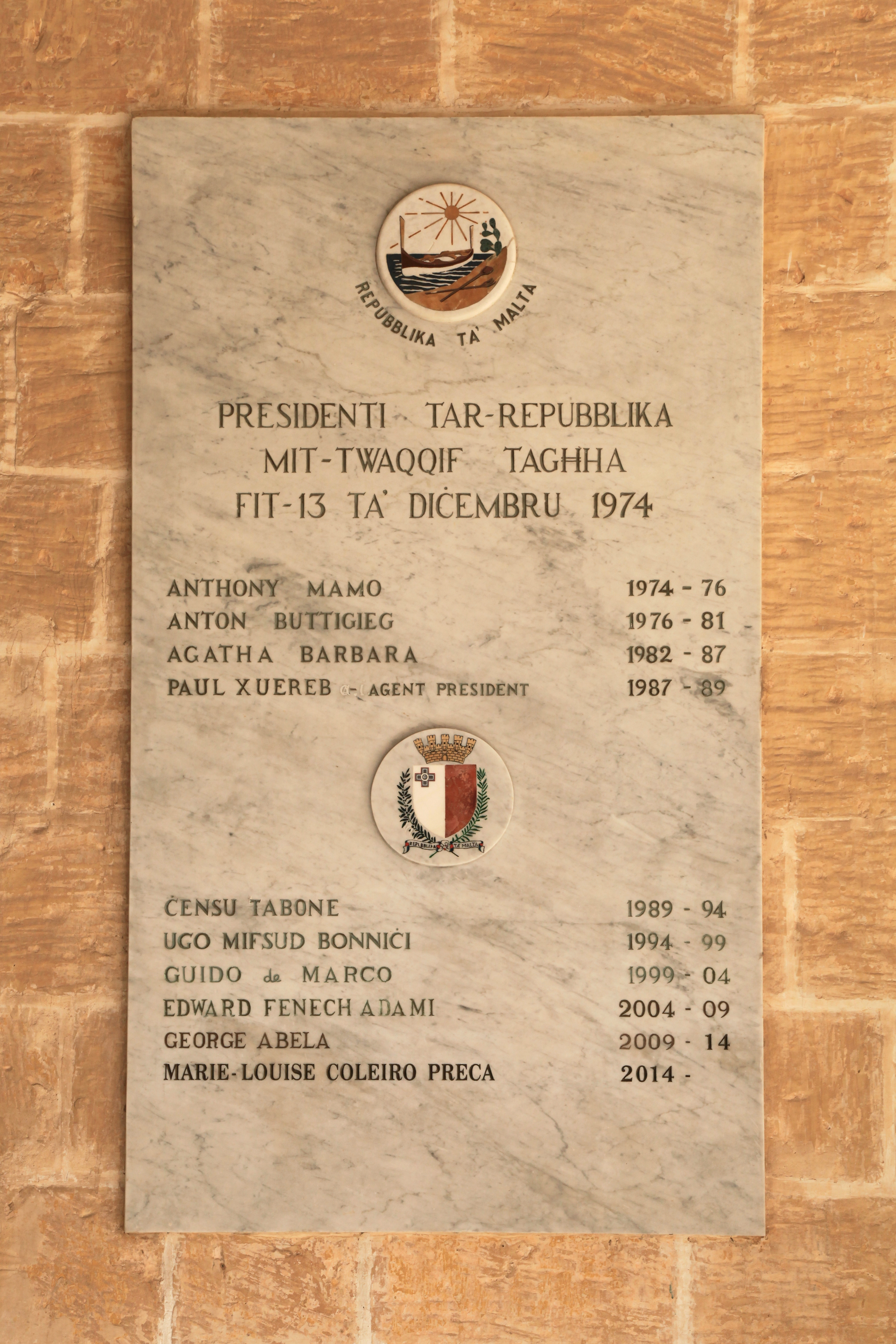
Lista președinților Maltei la Palatul San Anton

Nouă persoane au servit ca Președinte al Maltei de la înființarea biroului în anul 1974, când Statul Maltez (în malteză Statistica ta' Malta) a devenit republică în cadrul Comunității Națiunilor. În acel an, regina Elisabeta a II-a a încetat să mai fie șef al statului, Regina Maltei (în malteză Reġina ta' Malta), și ultimul Guvernator General, Sir Anthony Mamo, a fost numit primul președinte al Maltei.
Partide politice
     Partidul Laburist
     Partidul Naționalist
     Independent
Statut
     arată președintele în exercițiu
| Președinte | Președinte | Președinte                         | Mandat  | Mandat               | Mandat               | Partidul politic (la momentul numirii) |
| No.        | Portret    | Nume (născut–decedat)              | Alegere | Preluarea mandatului | Încetarea mandatului | Partidul politic (la momentul numirii) |
| ---------- | ---------- | ---------------------------------- | ------- | -------------------- | -------------------- | -------------------------------------- |
| 1          |            | Sir Anthony Mamo (1909–2008)       | 1974    | 13 decembrie 1974    | 27 decembrie 1976    | Independent                            |
| 2          |            | Anton Buttiġieġ (1912–1983)        | 1976    | 27 decembrie 1976    | 27 decembrie 1981    | Partidul Laburist                      |
| —          |            | Albert Hyzler (1916–1993)          | —       | 27 decembrie 1981    | 15 februarie 1982    | Partidul Laburist                      |
| 3          |            | Agatha Barbara (1923–2002)         | 1982    | 15 februarie 1982    | 15 februarie 1987    | Partidul Laburist                      |
| —          |            | Paul Xuereb (1923–1994)            | —       | 15 februarie 1987    | 4 aprilie 1989       | Partidul Laburist                      |
| 4          |            | Ċensu Tabone (1913–2012)           | 1989    | 4 aprilie 1989       | 4 aprilie 1994       | Partidul Naționalist                   |
| 5          |            | Ugo Mifsud Bonnici (1932–)         | 1994    | 4 aprilie 1994       | 4 aprilie 1999       | Partidul Naționalist                   |
| 6          |            | Guido de Marco (1931–2010)         | 1999    | 4 aprilie 1999       | 4 aprilie 2004       | Partidul Naționalist                   |
| 7          |            | Edward Fenech Adami (1934–)        | 2004    | 4 aprilie 2004       | 4 aprilie 2009       | Partidul Naționalist                   |
| 8          |            | George Abela (1948–)               | 2009    | 4 aprilie 2009       | 4 aprilie 2014       | Partidul Laburist                      |
| 9          |            | Marie Louise Coleiro Preca (1958–) | 2014    | 4 aprilie 2014       | 4 aprilie 2019       | Partidul Laburist                      |
| 10         |            | George Vella (1942–)               | 2019    | 4 aprilie 2019       | 4 aprilie 2024       | Partidul Laburist                      |
| 11         |            | Myriam Spiteri Debono (1952–)      | 2024    | 4 aprilie 2024       | Incumbent            | Partidul Laburist                      |